# Montipora capricornis

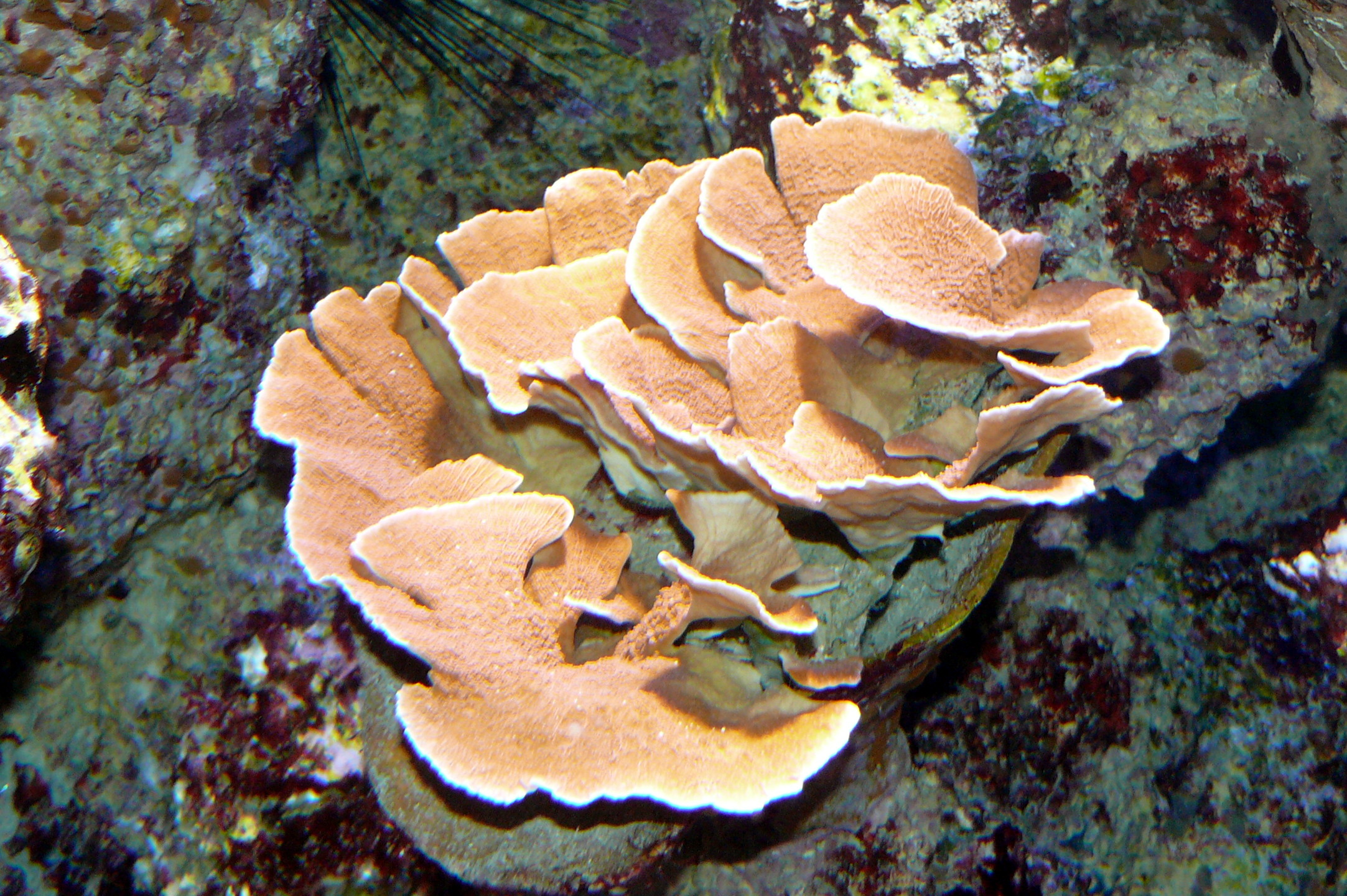

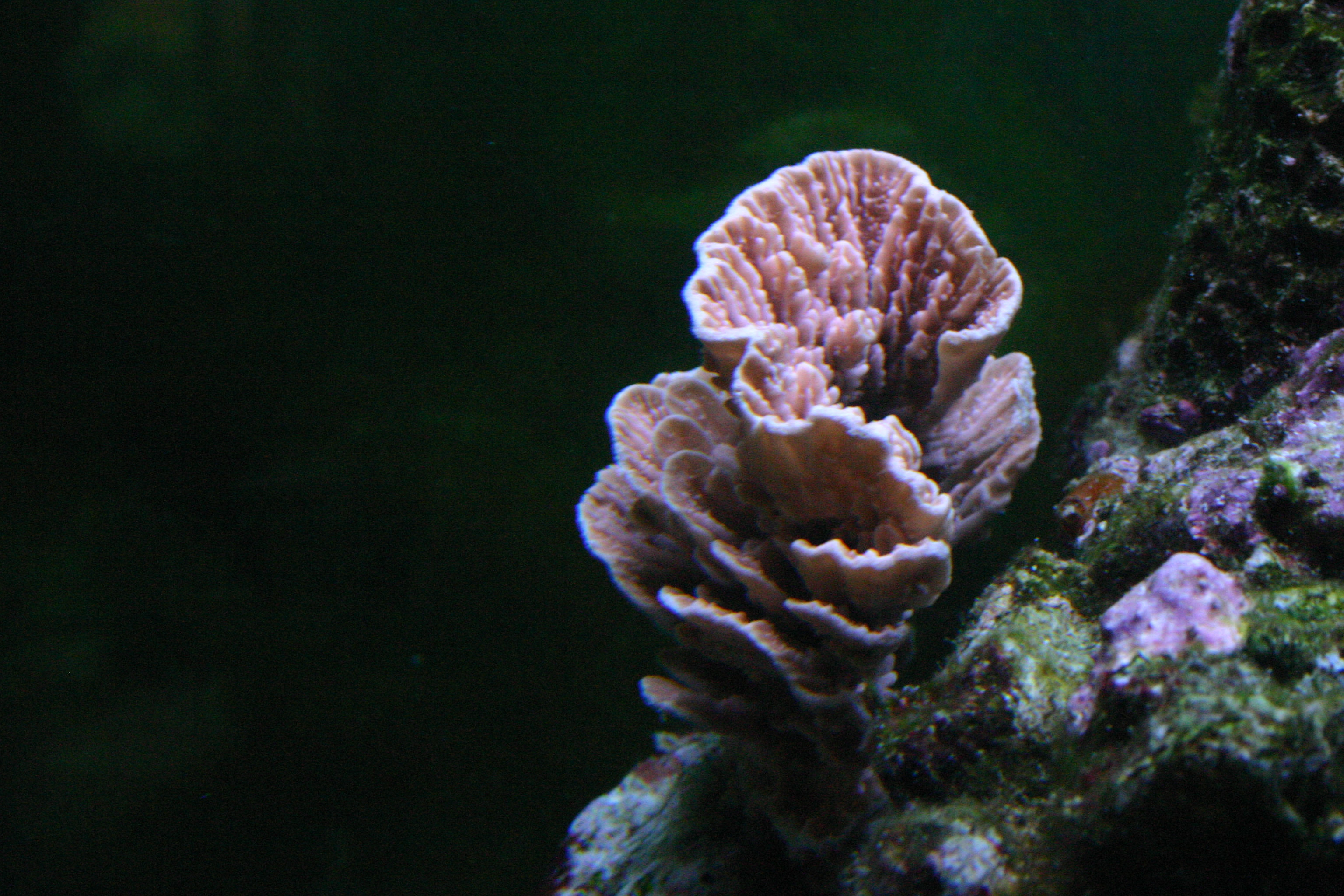

Montipora capricornis es una especie de coral duro de la familia Acroporidae.

## Morfología
Las colonias tienen forma de finos platos, en capas o escalones, algunas veces con columnas. Sus esqueletos son muy ligeros y porosos. Los pólipos de Montipora son muy pequeños y presentan unas células urticantes denominadas nematocistos, empleadas en la caza de presas microscópicas de fitoplancton. Su coloración varía del rosa al marrón, pasando por el violáceo. 

## Hábitat y distribución
Su distribución geográfica comprende el Indo-Pacífico, incluido el Mar Rojo. Es nativo de Australia; isla Christmas; Cocos; Fiyi; Indonesia; Kiribati; Malasia; islas Marshall; Micronesia; Nauru; Nueva Caledonia; Nueva Zelanda; Palau; Papúa Nueva Guinea; Filipinas; Singapur; islas Salomón; Tailandia; Tonga; Tuvalu; Vanuatu y Wallis y Futuna.
Se ubica en las zonas más externas del arrecife. Su rango de profundidad llega hasta los 20 m. Suele encontrarse en aguas superficiales y soleadas como las de las lagunas coralinas.

## Alimentación
Los pólipos contienen algas simbióticas llamadas zooxantelas. Las algas realizan la fotosíntesis produciendo oxígeno y azúcares, que son aprovechados por los pólipos, y se alimentan de los catabolitos del coral (especialmente fósforo y nitrógeno). Esto les proporciona entre el 75 y el 95% de sus necesidades alimenticias. El resto lo obtienen atrapando plancton microscópico y materia orgánica disuelta del agua.

## Mantenimiento
Como norma, los Montípora son razonablemente robustos y agradecidos, tanto a la luz, como a la corriente. Una luz de moderada a alta satisfará a la mayoría de las colonias aclimatadas al acuario. Respecto a la corriente, parecen ser agradecidos a cualquier tipo, ya que adaptan su crecimiento al medio que les rodea. En el caso de M. capricornis, se adapta bien a corrientes moderadas.
Es una especie poco agresiva con otros corales. Su arma para conseguir espacio, en orden a atrapar luz, es su rápido crecimiento frente a otras especies.

## Amenazas
La Lista Roja de Especies Amenazadas evalúa esta especie como Vulnerable A4ce ver 3.1.
Las amenazas incluyen: enfermedades como el blanqueo de coral; la depredación, principalmente a cargo de la estrella de mar "corona de espinas" (Acanthaster planci); el cambio climático; los daños de tormentas; la sobre-pesca; el turismo sin control, y la actividad humana. Todos estos factores han creado un efecto sinérgico que disminuye en gran medida la supervivencia y el éxito reproductivo del coral. La recuperación natural de los corales es un proceso lento, y se dificulta con esta especie, porque hay muchos inhibidores que influyen en su supervivencia.

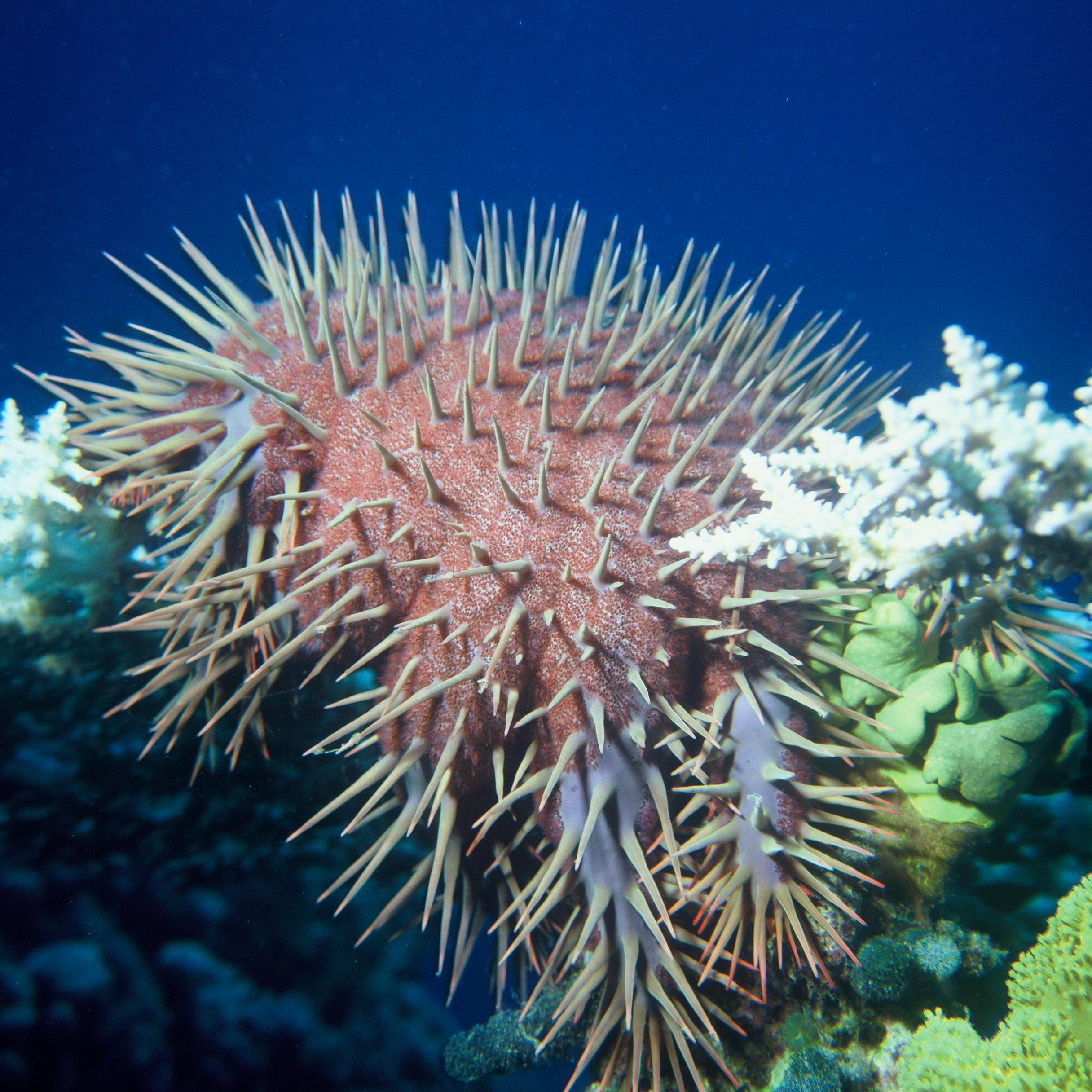
Acanthaster planci devorando Acroporas

En general, la mayor amenaza para la supervivencia de los corales es el cambio climático global, en particular el aumento de la temperatura del agua, que provoca el blanqueo de los corales, incrementa la susceptibilidad a las enfermedades, la severidad del fenómeno climático El Niño-Oscilación del Sur, y la acidificación del océano. Por otro lado, las enfermedades coralinas han emergido como una seria amenaza para los arrecifes de coral en todo el mundo y una causa mayor para el deterioro de los mismos, habiéndose incrementado notablemente en la última década. En este sentido, el creciente aumento de la temperatura del mar está incrementando dramáticamente la muerte de corales por blanqueo en todo los océanos, y las proyecciones actuales de los expertos auguran para todo el siglo XXI episodios anuales severos de blanqueo de corales en el 99% de los arrecifes de todo el mundo. De hecho, recientes estudios han constatado que en 2016 ha muerto aproximadamente el 35% de los corales en 84 áreas de las secciones norte y centro de la Gran Barrera de Coral australiana, debido al blanqueo de coral producido por el aumento de la temperatura del mar. También durante 2016, el principal arrecife de Japón, en el archipiélago de Okinawa, sufrió una decoloración por blanqueo del 70% de su extensión, y el arrecife más septentrional del mundo, situado frente a las costas de la isla japonesa de Tsushima, dónde sus aguas templadas suelen evitar episodios de blanqueo, ha sido afectado por primera vez en el 30% de su extensión, según afirma un estudio realizado en diciembre de 2016 por el Instituto Nacional de Estudios Medioambientales de Japón (NIES).
La severidad de estas amenazas combinadas para la población global de cada especie es desconocida.

## Conservación
M. capricornis, como todos los corales, está incluida en el Apéndice II de CITES, lo que significa que en los países firmantes de este tratado se requiere un permiso, tanto para su recolección, como para su comercio. Así mismo, partes del rango de distribución de esta especie están incluidas en áreas marinas protegidas. 
Las medidas recomendadas para la protección de esta especie incluyen la investigación en taxonomía, población, abundancia y tendencia, ecología y estado de sus hábitats, amenazas y resiliencia a las mismas, acciones de restauración; identificación, establecimiento y gestión de nuevas áreas protegidas; y gestión de enfermedades, patógenos y parásitos. La propagación artificial y las técnicas como la criopreservación de gametos pueden ser importantes para la conservación de la especie.